# Chemin de fer de l'Antioquia

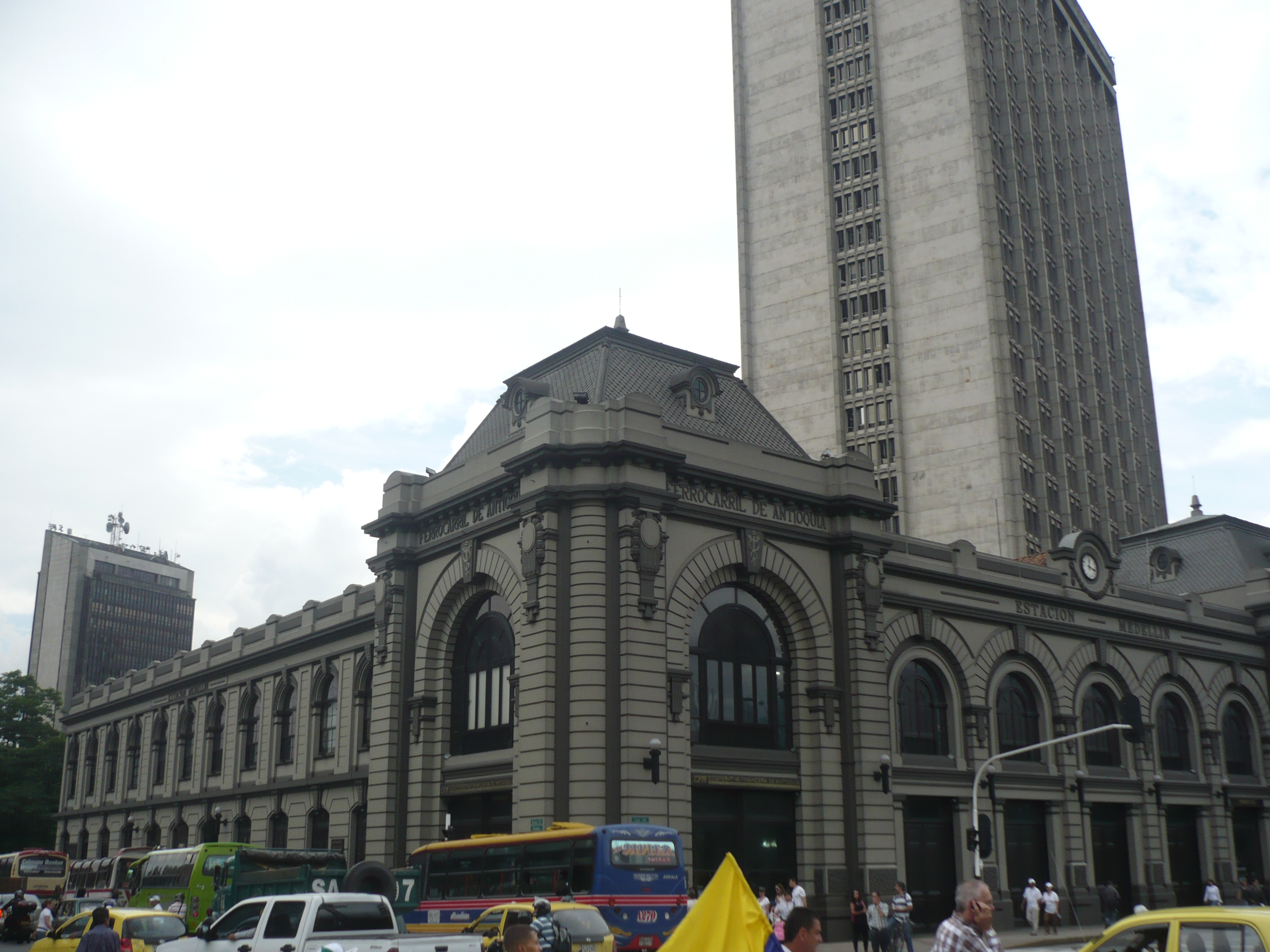
La station historique du chemin de fer de l'Antioquia à Medellín.

Le chemin de fer de l'Antioquia est un système de chemin de fer historique en Colombie, pour le fret et les trains de voyageurs, qui connecte beaucoup de régions centrales du département d'Antioquia, le long de la rivière Magdalena, et qui a finalement été étendu aux provinces situées au sud du département, y compris Caldas et  la Valle del Cauca. 
Il a fallu 55 ans pour le construire : du lancement des travaux en 1874 jusqu'à son ouverture complète le 7 août 1929. Avant le chemin de fer, Antioquia était une région connue que pour ses mines d'or. Après, la région est devenue de plus en plus interconnectée, il y a eu un boom dans presque tous les domaines de l'économie, y compris l'élevage et  l'agriculture, les textiles, et  la production de café.
La station du chemin de fer de Medellín existe encore sur la Plaza Cisneros. C'est un bâtiment néo-classique conçu par Enrique Olarte.

## Histoire
Au XIXe siècle, Antioquia était un État souverain avec six ministères et sa capitale à Medellín, lorsque les plans ont commencé pour construire un chemin de fer. Le gouvernement a commencé à envisager la construction d'un chemin de fer le long de la rivière Magdalena, en 1864. La rivière Magdalena était alors une plaque tournante importante pour l'importation et l'exportation de marchandises. En 1874, le contrat de construction a été signé. L'ingénieur cubain Francisco Javier Cisnero est engagé pour terminer la construction du chemin de fer en huit ans. 
Le plus grand défi pour la construction du chemin de fer a été que le  territoire d'Antioquia était géographiquement trop escarpé, et la construction des chemins de fer présentait de telles difficultés que c'était une entreprise énorme pour la technologie de la fin du XIXe siècle. Le projet était un chemin de fer en bordure de la rivière, pour commencer à Puerto Berrío et finir dans le district de la Barbosa.
Le chemin de fer a d'abord duré 58 kilomètres, puis a été étendu à 91 kilomètres de longueur. À la fin de son expansion, il y avait deux lignes principales : la « Nus de la division » développement de 118 kilomètres de Puerto Berrío à El Límon et le « Pouce de la division » développement de 72 kilomètres de Santiago à Medellín. Entre El Límon et Santiago, il y a une dépression géographique connue comme « La Rupture » (espagnol : La Quebrada).

### Les débuts
En 1874, le département d'Antioquia, en Colombie a fait affaire avec l'ingénieur cubain Francisco Javier Cisneros,  pionnier dans le développement du réseau ferroviaire en Colombie, pour  la construction d'un chemin de fer permettant de relier Medellín au Río Magdalena, fleuve le plus important de Colombie, dont la vallée  constitue une grande voie de communication et qui aboutit à la mer des Caraïbes. La société a embauché des ingénieurs nord-américains pour la construction et érigé une ville sur le fleuve, à l'extrémité orientale du futur département d'Antioquia.
L'année suivante, le premier rail a été cloué. En 1879, le contrat a été reformulé, portant la longueur du projet  à 201 km. L'année suivante, les premiers 47 km ont été mis en service, mais la guerre civile colombienne de 1884-1885 a forcé l'arrêt des travaux : en 1885, Cisneros a suspendu la construction, après avoir terminé la section de Port Berrio à Pavas.

### La reprise des travaux
Les  actionnaires ont souscrit des actions offertes sur les bourses de New York et de Londres lorsqu'il a fallu financer la reprise des travaux.
Le chemin de fer a été détenu et exploité par le département d'Antioquia. Son but était de relier Medellín, le centre commercial du département, avec la rivière de Puerto Berrío, située près de la rivière Magdalena.

### L'exportation du café colombien
L'exportation du café par le chemin de fer de l'Antioquia a une expansion d'environ 25 % par an pendant les années 1888-1899. Ensuite, ce sont les voies acheminant surtout du café qui se développent le plus dans les années 1904-1909. Le Ferrocarril del Pacífico et le chemin de fer de l'Antioquia furent construites pendant cette période, qui a vu les chemins de fer du café passer de 279 à 783 km, et les autres de 87 à 122 km. Le canal de Panama devait s'ouvrir en 1914, permettant d'embarquer le café dans le port de Buenaventura, sur le Pacifique, à destination des marchés de l'Atlantique.

### La guerre des Mille Jours
La guerre des Mille Jours est la guerre civile la plus importante ayant affecté la Colombie et le Panama (qui est alors un département de la Colombie) ; elle dure 1 130 jours entre le 17 octobre 1899 et le 21 novembre 1902. La guerre des Mille Jours a mis à mal les chemins de fer nationaux, qui ont été développés simultanément avec celui d'Antioquia. En effet, pendant ce temps, le service ferroviaire dans le pays a été suspendu pour trois ans, et à cause de la guerre, les chemins de fer ont été détruits, restaurés puis démolis, à plusieurs reprises pendant de nombreuses saisons.
Cependant, Antioquia, compte tenu de son isolement par rapport au reste du pays, a été relativement calme au cours de cette période de guerre. Résultat, ce secteur a rebondi plus vite que le reste du pays après la guerre.

### L'expansion caféière
La production de café exporté double tous les douze ans en Colombie, de 1855 à 1867 et de 1868 à 1880 avec décélération en 1900 et accélération en 1910. La région de Médellin ne produisait que 2,2 % du café colombien  en 1874 (ce sera la moitié au siècle suivant). Elle compte huit banques en 1855 et commercialise ensuite le café au-delà de sa zone d'influence. Les travaux de Botero à Medellin, commencés en 1911, ont déjà donné 27 kilomètres de chemin de fer.

### Le déclin de l'après-guerre
En 1903, le Panama a fait sécession de la Colombie, et la Colombie a été compensée financièrement le 7 août 1922. La Banque centrale a été construite grâce à une partie de cet argent, mais la plupart de ces fonds ont été utilisés pour restaurer les chemins de fer sous la présidence de Rafael Reyes. Toutefois, le gouvernement a donné la priorité à la construction de routes, en particulier depuis les années 1930. Pendant ce temps, l'investissement dans le transport ferroviaire a diminué de près de 90 %.
En 1934, les difficultés du chemin de fer du département d'Antioquia ont commencé avec la création du premier syndicat du chemin de fer, qui a fait grève. En 1947, est venu une deuxième grève. Les routes, initialement construites pour soutenir la construction du train, ont lentement commencé à constituer une menace pour sa survie.

### La concurrence par les routes
Le chemin de fer commence à subir une forte concurrence d'autres modes de transport au milieu du XXe siècle. La prépondérance des routes entre 1930 et 1950 a généré une forte concurrence entre les modes de transport et une guerre des prix. Par ordonnance du 15 août 1961, la Colombie a approuvé la vente du chemin de fer de l'Antioquia à la société nationale des chemins de fer.
Le chemin de fer de l'Antioquia a été pendant des décennies un lien important entre régions isolées et un contributeur important au développement économique. Il a été vendu par l'État en 1961.

## Galerie

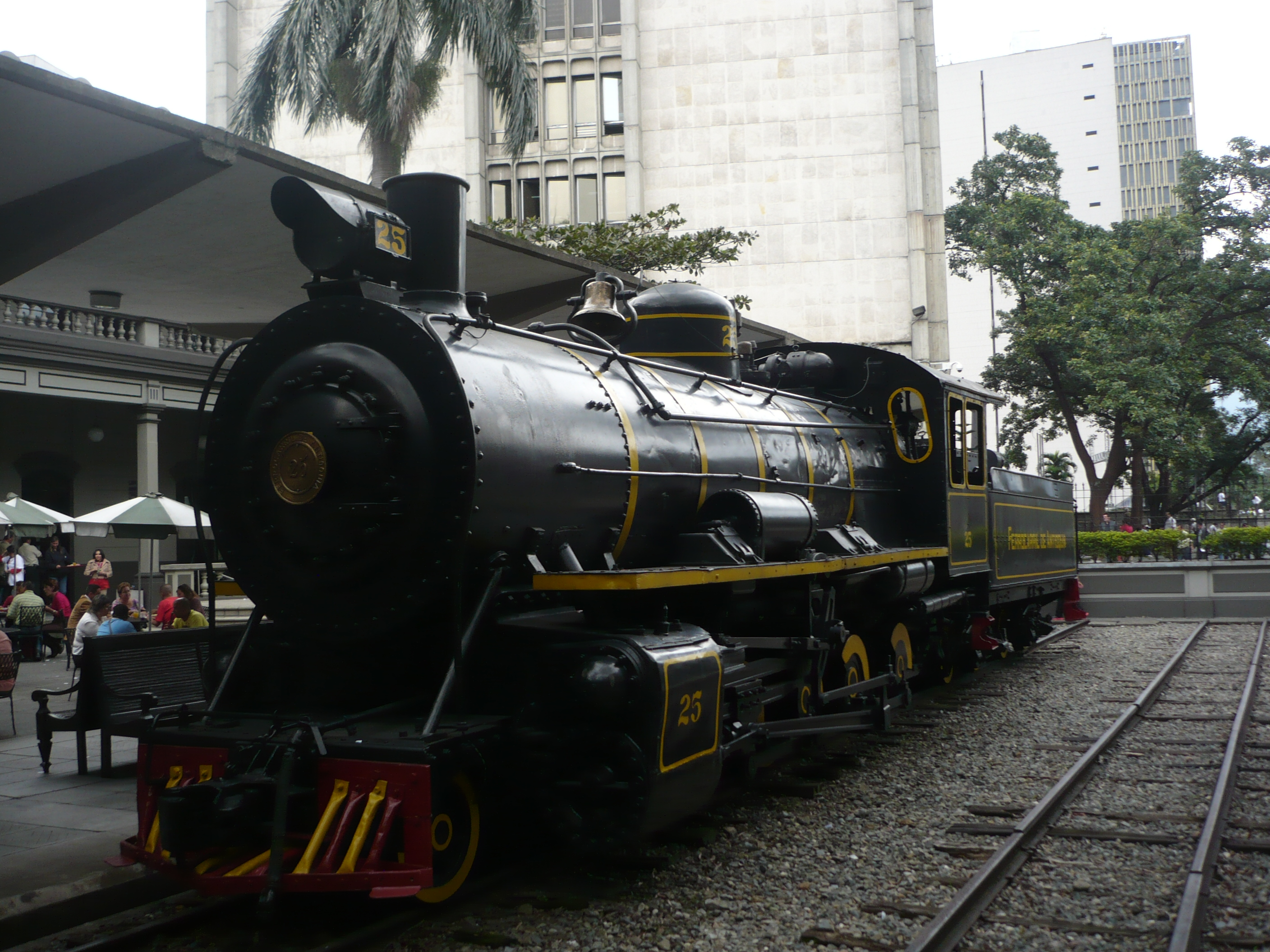
Préservée, la locomotive à vapeur, à la station de Medellín.
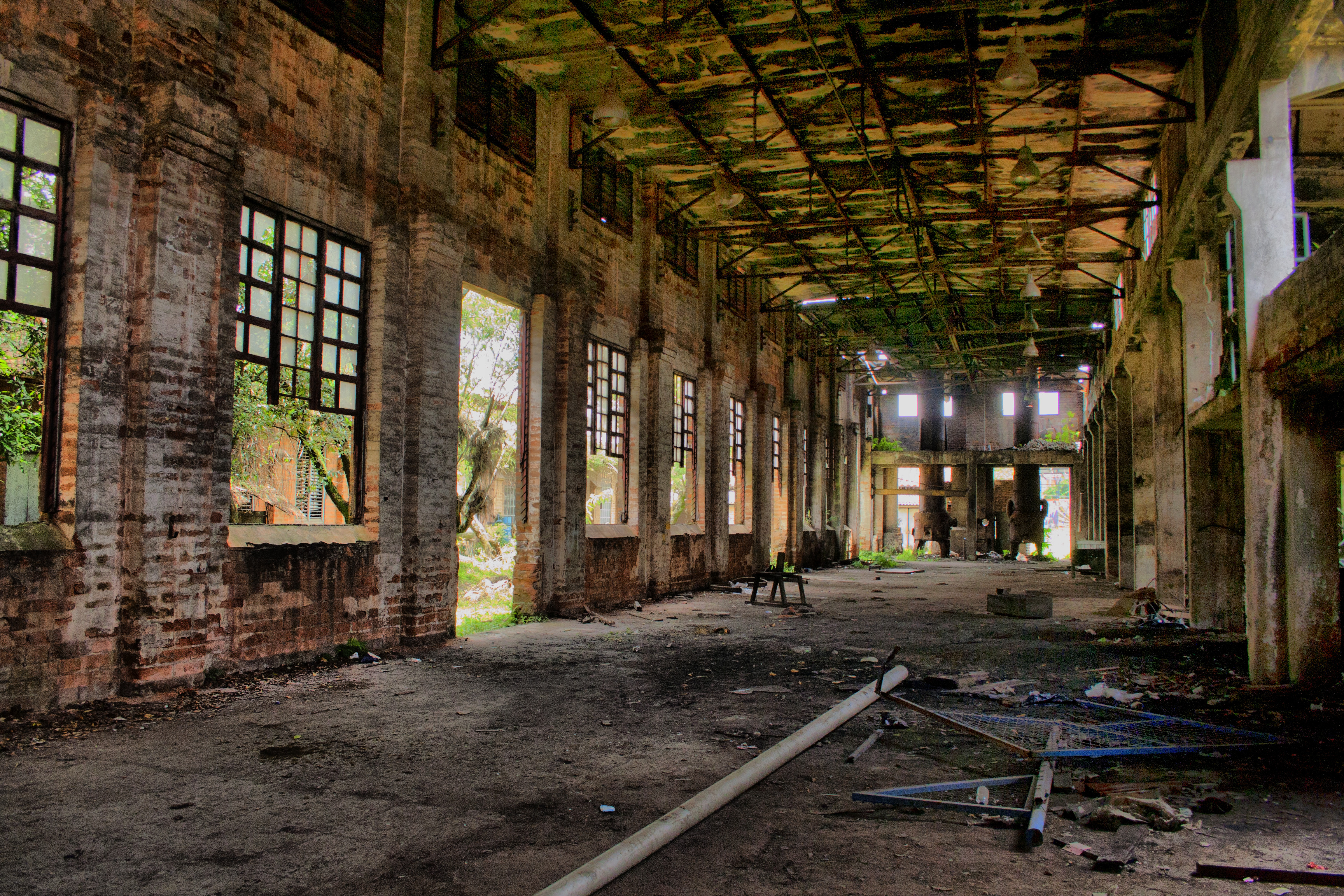
L'abandon du reste de la station de Bello.
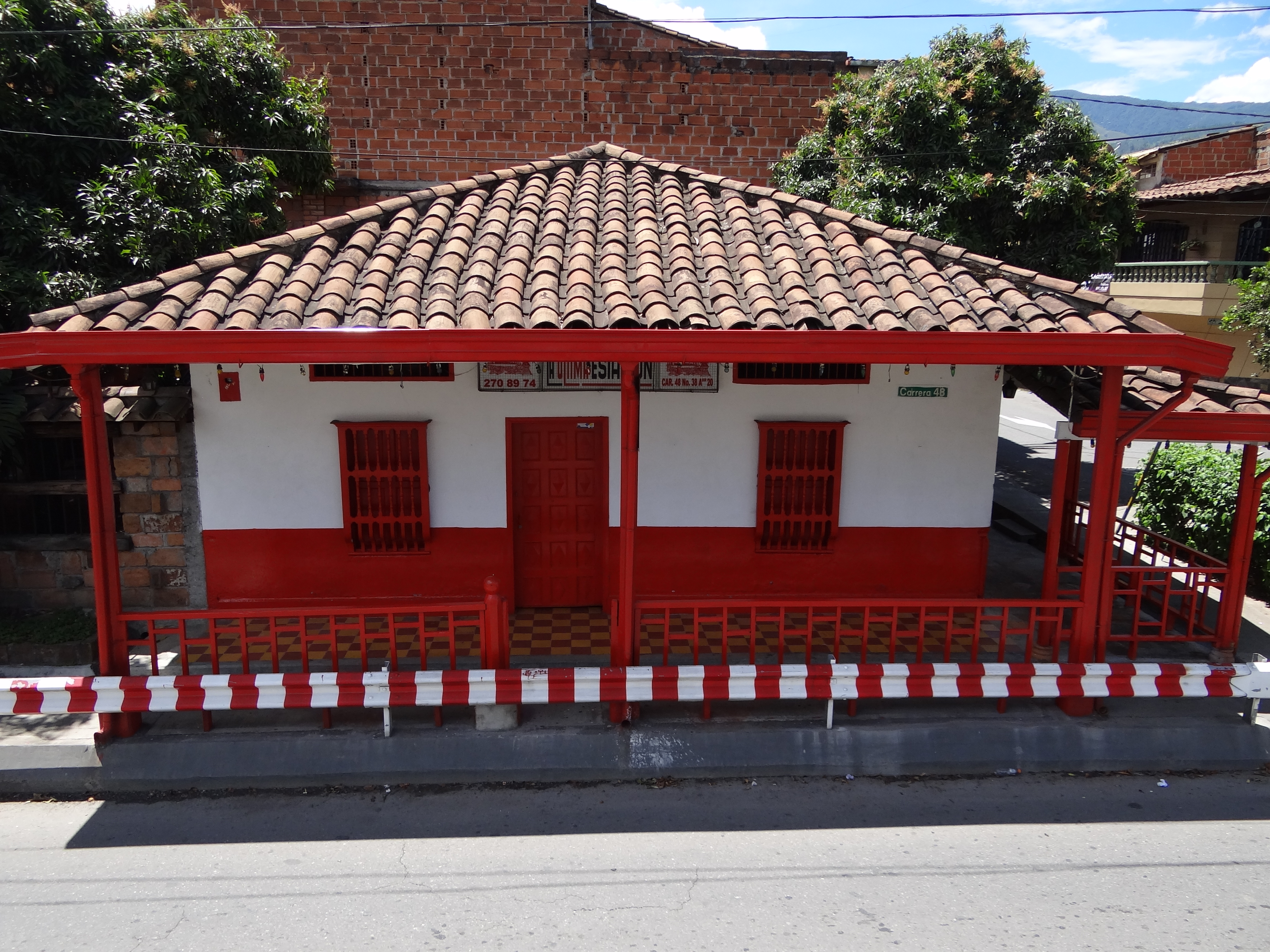
Envigado de la gare.